# زواج المثليين في تلاكسكالا
زواج المثليين غير قانوني في الولاية المكسيكية تلاكسكالا. تم تقنين الاتحادات المدنية، التي تمنح العديد من حقوق الزواج للشركاء المثليين منذ 12 يناير 2017.

## تاريخ

### الإجراءات التشريعية

#### الاتحاد المدني
في شباط / فبراير 2014، وعدت نائبة رئيس حزب الثورة الديمقراطية إرينديرا مونتيل خيمينيز بتقديم مشاريع قوانين لقانون التعايش تحظر التمييز ضد التوجه الجنسي. حدد القانون المقترح، الذي تم تقديمه في 3 أبريل 2014، الإطار القانوني للقضاء على التمييز وتطوير شكل من أشكال التعايش «الذي يهدف إلى الزواج أو المساكنة». في يونيو 2014، حث النشطاء الكونغرس على العمل لصالح قوانين الاتحاد المدني ومناهضة التمييز المقدمة من مونتيل خيمينيز.
في 29 كانون الأول/ديسمبر 2016، وافق كونغرس تلاكسكالا على مشروع قانون التعايش الذي اقترحه مونتيل خيمينيز، بأغلبية 18 صوتًا مقابل لصاح مقابل 4 أصوات ضد. خرج اثنان من نواب حزب العمل الوطني احتجاجا عند حدوث التصويت. أنشأ مشروع القانون مؤسسة تدعى «مجتمع الشراكة» (بالإسبانية: sociedad de convivencia solidaria)‏، والتي تنص على تعايش الشركاء المثليين والشركاء المغايرين مع العديد من نفس الحقوق والواجبات المترتبة على الزواج. نُشر مشروع القانون في الجريدة الرسمية، بعد توقيع الحاكم عليه في 11 يناير 2017، ودخل حيز التنفيذ في اليوم التالي.

#### زواج المثليين
تم تقديم مشروعي قانون إلى كونكرس تلاكسكالا في 2 أكتوبر 2009 لتشريع زواج المثليين وحظر التمييز. تم منع المبادرة في عام 2010 من قبل المسؤولين، وفي الواقع، أرسلت الولاية، إلى جانب مسؤولين من غواناخواتو، وخاليسكو، وموريلوس، وسونورا، تحديًا رسميًا لقبول زواج المثليين الذي أقره مدينة مكسيكو. في يونيو 2011، تساءل النشطاء عن سبب عدم اتخاذ أي إجراء وقيل لهم إن المبادرات ما زالت «تتسلق القائمة».
أعلنت رئيسة لجنة المساواة بين الجنسين ومكافحة الاتجار بالأشخاص في الكونغرس في تلكساكالا، ماريا أنتونيتا ستانكوفيتش راميريز، أنه سيتم مناقشة مشروع قانون زواج المثليين داخل اللجنة في وقت ما في يوليو 2016، على الرغم من عدم إجراء تصويت. في 13 أكتوبر 2017، قدم حزب التحالف الجديد مشروع قانون زواج المثليين جديدًا إلى كونغرس الولاية. أسفرت انتخابات يوليو 2018 عن فوز حركة التجديد الوطنية وحزب العمل، وهي أحزاب مؤيدة لزواج المثليين، بأغلبية المقاعد التشريعية في كونغرس تلاكسكالا.

### الأوامر القضائية
في يونيو 2015، أُعلن أنه منذ صدور حكم المحكمة العليا الذي يعتبر أن حظر زواج المثليين غير دستوري، ذهب 15 من الأزواج المثليين إلى السجل المدني في تلاكسكالا طلبا الزواج. تم رفض كل منها في قانون الولاية. ساعد لجنة الولاية لحقوق الإنسان (بالإنجليزية: Comisión Estatal de Derechos Humanos)‏ زوجين مثليين في أمر قضائي ونصحوا بأنهما سيساعدان الآخرين في الحصول على أوامر قضائية. في 18 كانون الثاني/يناير 2016، وقعت أول حالة لزواج المثليين عبر أمر قضائي في تلاكسكالا. كانت زوجتان مثليتان أحد الأزواج الذين ذهبوا إلى السجل المدني في يونيو 2015. ولم يتم منحهن الأمر القضائي إلا بعد تدخل اللجنة نيابة عنهم.

## الرأي العام
وجد استطلاع للرأي عام 2017 أجرته مؤسسة مجلس الاتصالات الاستراتيجية أن 51% من سكان تلاكسكالا يؤيدون زواج المثليين. كان 48% يعارضون ذلك.
وفقًا لمسح أجرته في عام 2018 أجراه المعهد الوطني للإحصاء والجغرافيا، عارض 44% من سكان تلاكسكالا زواج المثليين.